# Betty Davis
Betty Davis (geboren als Betty O. Mabry) (Durham (North Carolina), 26 juli 1944 – Homestead (Pennsylvania), 9 februari 2022) was een Amerikaanse funk-, rock- en soulzangeres. Ze was tevens de tweede echtgenote van jazztrompettist Miles Davis.

## Biografie
Davis werkte als fotomodel, wier foto's verschenen in bladen als Seventeen, Ebony en Glamour. Toen ze in New York woonde, ontmoette ze musici als Jimi Hendrix en Sly Stone. In 1967 ontmoette ze Miles Davis. Het tweetal trad in september 1968 in het huwelijk. In het jaar dat ze getrouwd waren, had ze een grote invloed op Davis. Op het album Filles de Kilimanjaro heeft Davis één nummer aan haar opgedragen: Mademoiselle Mabry. Dit nummer was in dezelfde maand als hun huwelijk opgenomen. De hoes van het album toont ook het portret van Betty Davis. Volgens sommigen is de titel van Davis' album Bitches Brew een ode aan Betty Davis en zou zij Miles Davis hebben gevraagd de oorspronkelijke titel van het album (Witches Brew) te veranderen.
Na de scheiding ging Davis naar Londen om haar fotomodellencarrière voort te zetten. Ze schreef er ook songs, die ze uiteindelijk met een groep jonge funkmuzikanten van de Amerikaanse westkust zou opnemen. In 1973 verscheen haar album Betty Davis, waaraan onder meer Neal Schon, Gregg Enrico, Larry Graham, Greg Adams, Pete Sears en The Pointer Sisters meewerkten. Dit album, en de twee opvolgers They Say I'm Different (1974) en Nasty Gal (1975) waren echter commercieel gezien niet zo succesvol. Door haar controversiële seksuele opvattingen werden sommige shows geboycot en werden haar liedjes onder druk van religieuze groeperingen niet op de radio gedraaid. In 1976 nam ze nog een album op met musici als Herbie Hancock en Alphonse Mouzon, maar deze plaat werd pas in 2009 uitgebracht onder de titel Is It Love or Desire. Na laatste opnames in 1979 stopte Davis met de muziek en keerde ze terug naar Philadelphia. De eerste drie platen zijn nu overigens collector's items onder soul- en funkliefhebbers.
Davis overleed op 9 februari 2022 op 77-jarige leeftijd.
- Bibsys: 7010893
- Bibliothèque nationale de France: cb139808647 (data)
- Gemeinsame Normdatei: 135161320
- International Standard Name Identifier: 0000 0000 8143 832X
- Library of Congress Control Number: no2020036276
- MusicBrainz: bb17dc42-ecaf-42ca-aa35-b23207573060
- Nationale Bibliotheek van Israël: 987008116382505171
- Réseau des bibliothèques de Suisse occidentale: 02-A013761340
- Virtual International Authority File: 64199885